# 매슈 데이비스
매슈 데이비스(Matthew Davis, 1978년 5월 8일 ~ )는 미국의 배우이다.

## 출연 작품

### 영화
- 캠퍼스 레전드 2 (2000)
- 타이거랜드 (2000)
- 진주만 (2001)
- 금발이 너무해 (2001)
- 빌로우 (2002)
- 블루 크러쉬 (2002)
- 인투 더 썬 (2005)
- 블러드레인 (2005)
- 도니 다코 2 (2009)

### 텔레비전
- 왓 어바웃 브라이언 (2006-07)
- 로앤오더: 성범죄 전담반 (2008)
- 대미지 (2009-10)
- 뱀파이어 다이어리 (2009-17)
- 컬트 (2013)
- CSI: 라스베가스 (2013-14)
- 레거시스 (2018-22)